# 鄭敦謹
鄭敦謹（1803年—1885年），字小山，湖南長沙人，晚清官員，進士出身。

## 生平
道光十五年（1835年）進士，選庶吉士，散館授刑部主事、郎中。歷任山東登州府知府、河南南汝光道。咸豐元年（1851年），署河南布政使。二年，授廣東布政使。五年，召還京，授太常寺少卿。八年，授山東學政，遷大理寺卿。同治元年（1862年），署戶部侍郎，出為山西布政使、陝西布政使、直隸布政使。四年，授湖北巡撫；該年十一月離任，召授戶部侍郎。五年，調刑部。六年，擢都察院左都御史，署山西巡撫。八年，調兵部尚書，返回京師。九年，調任刑部尚書。
同治六年，奉旨赴山西查辦疏防捻軍事件，將山西巡撫趙長齡、布政使陳湜免職，“鐵面無私”。八年，授兵部尚書。九年，調刑部尚書。十年，馳赴江寧，查辦刺馬案，時正值隆冬季節，途中多人凍傷，由於大雪阻隔，車馬不能行，鄭即與二官員刑部郎中颜士璋、伊勒通阿徒步踏雪而行，除夕之日抵江寧。初二日開審，張汶祥口供不變，鄭敦謹一籌莫展，十四天後僅稱：“將來只好仍照魁（魁玉）、張（張之萬）二公原奏之法奏結。”翌年，以病乞休。光緒十一年，卒，諡恪慎。

## 延伸阅读
[在维基数据编辑]
 《清史稿·卷421》，出自趙爾巽《清史稿》